# Кронгауз, Анисим Максимович
Анисим (Нисон) Максимович Кронгауз (15 мая 1920, Харьков — 17 октября 1988, Москва) — советский поэт и переводчик. Член Союза писателей СССР.

## Биография
Родился в интеллигентной еврейской семье. Отец, Макс Филиппович Кронгауз, был известным журналистом, в последние годы жизни занимал должность ответственного секретаря газеты «Московская правда». С рождения Анисим был болен туберкулёзом костей. В подростковом возрасте начал самостоятельно бороться с болезнью, занялся боксом, плаваньем.
Литературный дебют состоялся в 1936 году. По окончании школы он поступил в Литературный институт. В годы Великой Отечественной войны в эвакуации в Чебаркуле.
В 1977 году работал в Доме творчества в Голицыно, Московской области.
В последние годы жизни тяжело болел, из-за осложнения на почки перенёс несколько операций. Злоупотреблял алкоголем
Сын — Максим Кронгауз (род. 1958) — советский и российский лингвист, доктор филологических наук, профессор РГГУ и НИУ ВШЭ.

## Творчество
Писал о человеке творческого труда, остро ощущающем красоту жизни. Выступил как переводчик с чеченского, туркменского, осетинского и азербайджанского языков (Музаев Н. Д. «Говорит Селим (Сказание о Чечне)»; Гулуев А. С. «Горное гнездовье»; Курбаннепесов К. «Дед Таймаз»; Сейтлиев К. «Могучий шрифт», Мирварид Дильбази, «Жаворонок»). Автор слов популярных песен «Любимые глаза» (А. Бабаев — К. Сейтлиев/русский текст А. Кронгауз), «Песенка о зарядке» и др.
Пародию на стихотворение Кронгауза
Непрерывно,
С детства,
Изначально
Душу непутевую мою
Я с утра кладу на наковальню,
Молотом ожесточенно бью.
написал Александр Иванов
<…>
Молот поднимаю над собой,
Опускаю…
Так проходят годы.
Результаты, в общем, неплохи:
Промахнусь – берусь за переводы,
Попаду –
Сажусь писать стихи…